# Ernst Lührsen
Ernst Lührsen (fl. XIX secolo) è stato un nuotatore tedesco.
Secondo gli studiosi delle Olimpiadi moderne, De Wael e Mallon, Ernst Lührsen partecipò alle gare di nuoto della II Olimpiade di Parigi del 1900 e vinse una medaglia d'oro, nei 200m stile libero a squadre con la Deutscher Schwimm-Verband Berlin. Il CIO ritiene invece che al suo posto ci fosse Julius Frey.